# Dewoitine D.371

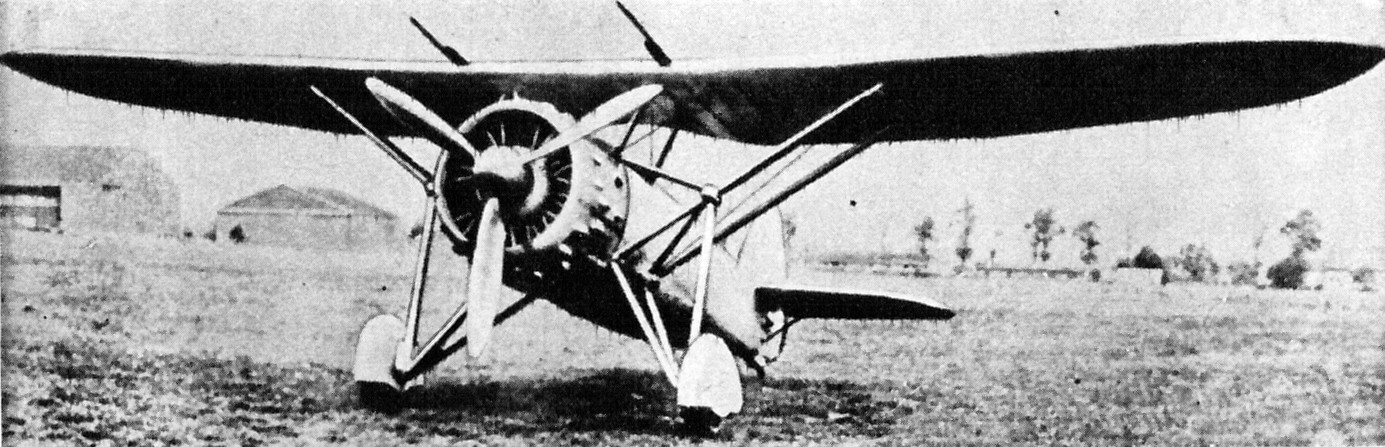
Dewoitine D.371

Els Dewoitine 371/372 són variacions de l'avió francès Dewoitine D.37, que va combatre a la Guerra Civil amb bons resultats i la majoria eren rebuig del govern lituà.

## Història
Quan l'industrial i constructor francès Émile Dewoitine va tornar a França després de l'estada a Suïssa, ja tenia al cap un nou model de caça derivat del Dewioitine D.27. El prototip es va encarregar a la societat Lioré et Olivier, ja que la fàbrica estava molt enfeinada desenvolupant un altre model més ambiciós, i va fer el primer vol l'1 d'octubre de 1931.
Es tractava d'un avió monoplaça, monoplà, metàl·lic d'ala en "para-sol", és a dir, l'ala per damunt del fuselatge, unit a aquest i al tren d'aterratge per mitjà de muntants. El fuselatge de secció oval estava fet per quatre travessers de tubs de duralumini, quadernes i travessers auxiliars, folrat de planxes reblonades als travessers i travessers auxiliars, que formaven un conjunt "monocasc". L'ala també estava construïda amb estructura de travessers i costellam de tubs de duralumini, de perfil gruixut, amb trapezi als terços finals, i l'estructura folrada de tela. El mateix sistema constructiu tenia l'empenatge de cua. El tren d'aterratge era fix i de gran amplada (via).
Estava propulsat per un motor Gnome-Rhône 14Kbs, de 14 (7+7) cilindres en doble estrella, que donava uns 700 CV a l'envol. Posteriorment, es va canviar i va passar a actuar sobre una hèlix de doble pala.

## Dades tècniques
- Llargada: 7,44 metres

- Amplada: 11,80 metres

- Alçària: 3,40 metres

- Pes en buit: 1.295 kilograms, Pes a l'envol : 1.860 kilograms

- Velocitat màxima: 380 km/h (a 4.500 metres)

- Sostre: 10.000 metres, Autonomia: 900 kilòmetres

- Armament: 4 metralladores fora de l'abast de l'hèlix a l'ala Darne de 7,5 m/m.

## Teatre d'operacions

### Espanya
Catorze d'aquests aparells, refusats pel govern de Lituània, van arribar a l'aeroport del Prat, desarmats, entre el 7 i el 9 d'agost del 1936. Eren del model 372, que foren equipats amb quatre metralladores Vickers de 7,7 m/m, dues al capó, sincronitzades amb l'hèlix, i les altres dues a les ales, fora de l'abast d'aquesta. Amb aquest material es van formar dues esquadrilles, una anomenada España i comandada per André Malraux, i l'altra anomenada Internacional comandada pel capità Martin Luna, que ja el 31 d'agost reclamaven abatiments. Després del 31 d'octubre n'enviaren dos més, del model 371, procedents d'estocs de l'Armée de l'Air.
Més tard, n'arribaren deu més, del model 371, també sobrants de l'Armée de l'Air. Aquests avions foren provats pels pilots, almenys, iguals als Fiat C.R.32 i superiors als Heinkel He-51, però quan va arribar el material rus, els Polikarpov I-15 i Polikarpov I-16, i malgrat les victòries apuntades més aviat degudes al problema que presentaven els frens i el motor, van ser traslladats a la vigilància de les costes, on la majoria van ser destruïts en bombardejos dels revoltats (per exemple, en el bombardeig de l'aeroport de Vilajuïga).

### França
Dins de l'Armée de l'Air, van tenir un paper més aviat discret, ja que el desperfecte sofert pel prototipus va obligar a reformar tots els aparells que hi havia a la fàbrica, per reforçar les ales i el tren d'aterratge, per aquest motiu no es van entregar fins als principis de l'any 1937, i aleshores, ja era un model desfasat. Dotze d'aquests es van enviar a Espanya, sempre desarmats, i la resta foren guardats en estoc a Tunis, on van volar poc a causa dels problemes de motor. Finalment van ser reemplaçats pels Morane-Saulnier M.S.406.

## Models
- D.370

Un prototip, equipat al principi amb el motor Gnome-Rhône 14Kbrs de 700 CV, que va patir moltes modificacions, tant al tren d'aterratge com a la forma de l'ala. Finalment, va rebre un motor Gnome-Rhône 14Kds que ja donava 800 CV a l'envol.
- D.371

Un segon prototip, equipat amb un motor Gnome-Rhône 14Kes de 800 CV per a l'envol. Va envolar-se el setembre del 1934, i va provar diversos armaments. Van arribar-se a provar canons de 20 m/m a les ales. Finalment l'exèrcit va comandar l'abril del 1935 vint-i-vuit aparells equipats amb motor Gnome-Rhône 14Kfs de 930 CV, a l'envol, i quatre metralladores MAC 34 de 7,5 m/m a les ales. El motor permetia 20 km/h més de velocitat, però tenia el problema que es trencava el reductor en vol.
- D.372

Catorze aparells comandats pel govern lituà, proveïts de dues metralladores Darne al capó, sincronitzades amb l'hèlix, i dues Browning de 7,7 m/m a les ales. A causa dels problemes de motor detectats en el model anterior, van ser refusats, van acabar sense armes i es van enviar al govern republicà. Aquest model no tenia frens a les rodes (al final, tots els aparells republicans van acabar-ne sense).
- D.373

Vint aparells comandats per l'Aéronautique Naval Françasie, idèntics al model D.371, però amb sistema d'ancoratge per aterrar sobre un portaavions i ales més curtes (30 cm) per entrar al muntacàrregues del portaavions Bearn, igualment equipats amb un sistema de flotació, dins del fuselatge.
- D.376

Vint-i-cinc aparells comandats altra vegada per l'Aéronautique Naval Françasie, si bé amb sistema de plegament de les ales. Tanmateix, aquest sistema no va acabar de funcionar mai, ja que si el plegament s'efectuava en minuts, pel desplegament calia una hora.